# Pietro Carrera
Don Pietro Carrera (Militello in Val di Noto, 12 luglio 1573 – Messina, 18 settembre 1647) è stato uno scacchista, scrittore e sacerdote italiano.
È anche conosciuto per la sua cospicua attività di storico falsario, avendo contribuito, insieme a Ottavio D'Arcangelo e ad altri, a mettere in piedi una sorta di "prolifica accademia di falsari operanti a Catania e ad Acireale".

## Biografia
Nacque da Mariano Carrera, un artigiano, e da Antonina Severino. Avviato agli studi ecclesiastici, studiò nel seminario vescovile di Siracusa e, dopo essere stato ordinato sacerdote, gli venne assegnato un beneficio presso la chiesa di Santa Maria della Stella di Militello in Val di Catania, della quale fu cappellano dal 1601 a tutto il 1604 e poi dal 1612 al 1617. Divenne anche cappellano di corte di Francesco Branciforte, marchese di Militello.
Nel 1597 fece un viaggio a Palermo, dove conobbe lo scacchista Paolo Boi, detto «il Siracusano», e altri giocatori che frequentavano i circoli cittadini. Si fece molti amici e tornò spesso a Palermo per frequentare gli ambienti scacchistici.
Nel 1617 pubblicò la sua opera più famosa, Il gioco de gli scacchi diviso in otto libri, dedicandolo al marchese di Militello e principe di Pietraperzia Francesco Branciforte. Vi erano esposti vari argomenti, tra cui le origini degli scacchi, le aperture, l'importanza dei "partiti" (così erano chiamati allora i problemi o studi), l'assegnazione degli svantaggi (come per il pion coiffé), il finale di partita e gli scacchi alla cieca. Il trattato è teoricamente importante, ma è soprattutto utile come fonte di notizie sui giocatori del suo tempo.
Dopo la morte del principe mecenate, nel 1622, il Carrera lasciò Militello e dopo un soggiorno a Messina (1623) si trasferì a Canicattì, dove divenne segretario di don Giacomo Bonanno Colonna, duca di Montalbano. Probabilmente per fargli cosa gradita, pubblicò a suo nome una notevole opera di erudizione, L'antica Siracusa illustrata. Dopo la morte del duca rese nota la vera paternità dell'opera, attirandosi le ire del frate padre Mariano Perello, col quale iniziò una annosa disputa.
Nel 1632 lasciò Canicattì per Palermo, dove soggiornò per otto mesi, riprendendo a giocare a scacchi, poi andò a Catania, dove rimase per dieci anni. Nel 1635 pubblicò un libello polemico, sotto lo pseudonimo di Valentino Vespaio, contro Alessandro Salvio, che aveva criticato una sua analisi, trovandone un miglioramento.
Nel 1639 uscì il primo volume del suo «capolavoro pseudostoriografico», Le memorie historiche della città di Catania, e dopo due anni il secondo volume, dedicato alla vita di Sant'Agata. Non vide invece mai la luce il terzo volume, dedicato alle famiglie illustri catanesi.

## Lo scacchista
Non giocò spesso in partita viva, ma a suo dire vinse Girolamo Cascio, che definì «giovane virtuoso e amante del vero» in varie partite giocate in presenza del principe di Pietraperzia; si misurò anche con il Beneventano (Salvatore Albino) e, secondo le sue asserzioni, si dimostrò superiore.
Inventò inoltre una variante del gioco che utilizza una scacchiera di 8 x 10 caselle (scacchi di Carrera) in luogo della usuale 8 x 8, anticipando analoghe proposte di Bird e di Capablanca.
Nel suo trattato Il gioco de gli scacchi vengono date alcune analisi dell'apertura 1. e4 c5. Nei primi anni dell'Ottocento lo scacchista inglese Jacob Sarratt sulla scorta di un raro e prezioso manoscritto italiano, segnalatogli dal signor E. Morris, affermava che la successione di mosse 1.e4 c5 era stata definita in periodo più antico «IL GIOCHO SICILIANO», denominazione che grazie allo studioso inglese iniziò da allora a diffondersi nel mondo scacchistico e che poi divenne «Difesa Siciliana».

## Opere
- Variorum epigrammatum libri tres ab authore denuo recogniti & aucti. Accesserunt praeterea eiusdem eclogae cum argumentis Nicolai Antonini Colossi Messanensis odae & elogia, Venetiis, apud Io. Baptistam Ciottum, 1613.
- Il gioco de gli scacchi diviso in otto libri, ne' quali s'insegnano i precetti, le uscite, e i tratti posticci del gioco, e si discorre della vera origine di esso, In Militello, per Giovanni de' Rossi da Trento, 1617.
- Risposta di Valentino Vespaio in difesa di d. Pietro Carrera contra l'apologia di Alessandro Salvio, In Catania, nel palazzo del clarissimo Senato per Giovanni Rossi, 1635.
- Il Mongibello descritto in tre libri, nel quale oltra diverse notitie si spiega l'historia degl'incendi, e le cagioni di quelli, In Catania, nel palazzo dell'illustrissimo Senato, per Gio. Rossi, 1636.
- Delle memorie historiche della città di Catania spiegate in tre volumi, vol. 1, nel quale in quattro libri si discorre dell'antica origine, e sito di essa, de gli edifici, pertinenze, iscrittioni, medaglie, & avvenimenti insino al tempo di Christo signor nostro compresi. Vi si aggiungono ancore l'Epistole di Diodoro con le annotationi del medesimo don Pietro, In Catania, nel palazzo dell'illustrissimo Senato, per Giovanni Rossi, 1639.[7]
- Delle memorie historiche della città di Catania spiegate, vol. 2, nel quale in quattro libri si discorre della vita, traslatione, miracoli, & altre pertinenze della gloriosa sant'Agatha, a cui per fine s'intesse una variata ghirlanda di poetici fiori, In Catania, nel palazzo dell'illustris. Senato, per Giovanni Rossi, 1641.
- Della famiglia Tedeschi libri tre, In Catania, per Giovanni Rossi, 1642.
- Risposta e censura contra le oppositioni di fra d. Mariano Perello, In Messina, per Giacomo Matthei, 1643.[8]

## LeEpistole di Diodoro Siciliano
Trattasi di 65 epistole (ed una finale senza numero), falsamente attribuite a Diodoro Siculo, ma in realtà concepite all'inizio del Seicento da Ottavio D'Arcangelo nella sua Istoria delle cose insigni e famosi successi di Catania, in due volumi mai pubblicati, e scritte effettivamente dal Carrera e da lui pubblicate nel 1639 nelle sue Memorie historiche della città di Catania, con l'usitata finzione di averle ritradotte dalla versione latina (ma due, la 61 e la 62, sono in latino) eseguita addirittura dal Bessarione, che a sua volta avrebbe tradotto un originale greco perduto.
Si fingono indirizzate dai "Catanei" o dal "Senato Cataneo" ad altri popoli o a re e tiranni, tra cui Gerone, Falaride, Dionisio il Vecchio, Dionisio il Giovane, Cocalo; si ricordano soprattutto la 56 e la 57 a Platone, con la 58, responsiva di Platone a' Catanei. Trassero in inganno illustri editori e nel Settecento furono latinizzate da Abraham Preiger e comprese nell'edizione wetsteniana di Diodoro in folio.